# Union baptiste de Zambie
L’Union baptiste de Zambie (anglais : Baptist Union of Zambia) est une association chrétienne évangélique d'églises baptistes en Zambie.  Elle est affiliée à l’Alliance baptiste mondiale. Son siège est situé à Ndola. 

## Histoire
L’Union baptiste de Zambie a ses origines dans une mission sud-africaine de l’Union baptiste d'Afrique australe en 1924 .  Elle est officiellement fondée en 1975 . Selon un recensement de l’association, en 2023 elle disait avoir 1,000 églises et 220,000 membres.